# Самогитский 7-й гренадерский полк
7-й гренадерский Самогитский генерал-адъютанта графа Тотлебена полк — пехотная воинская часть Русской императорской армии.
- Старшинство — 17 мая 1797 г.
- Полковой праздник — 21 мая, день памяти св. царя Константина и матери его Елены
- Штаб-квартира:
  - 1856 — г. Молога Ярославской губернии.
  - 1857 — г. Муром Владимирской губ.
  - 1904 — г. Москва.

## История
- 7 декабря 1817 — Сформирован майором Таврического полка Высоцким из числа польских уроженцев 2-й и 3-й гренадерской дивизий как 1-й гренадерский полк в составе гренадерской бригады Литовского отдельного корпуса.
- Январь 1818 — Полностью укомплектован (5 штаб-офицеров, 36 обер-офицеров, 2036 строевых и 79 нестроевых нижних чинов). Состав каждого батальона — 1 гренадерская и 3 фузилерные роты.
- 4 марта 1825 — Гренадерский Самогитский[1] полк.
- 1830 — Литовский корпус переименован в 6-й пехотный корпус
- 1830—1831 — Польский поход (на начало похода состав полка — 1670 чел., на конец похода — 738 чел.)
  - 24-25 января 1831 — Вступил на территорию Польши.
  - 7 февраля 1831 — Во время сражения с мятежниками при Вавре полк находился в общем резерве корпуса.
  - 13 февраля 1831 — Участвовал в Гроховском сражении.
  - 24 февраля 1831 — Преследуя Дворницкого, форсировал р. Вепрж.
  - 4 апреля 1831 — Близ с. Бабино рота штабс-капитана Бунака, находясь в авангарде бригады, выдержала 5 кавалерийских атак, затем перешла в наступление, атаковав войска Серавского у дер. Радовчин и отбросив их за мост.
  - 5 апреля 1831 г. — Получив приказ атаковать укрепленную дер. Вроново, полк более двух часов вел бой, затем под барабанный бой штыковым ударом опрокинул неприятеля и преследовал его до 11 часов вечера.
  - 6 апреля 1831 — Занял м. Казимерж.
  - 27 апреля 1831 — Участвовал в сражении при с. Камионке.
  - 28 апреля 1831 — Участвовал в сражении при Любартове.
  - 29 апреля 1831 — Участвовал в стычке при с. Ленчно.
  - 3 августа 1831 — Участвовал в авангардной стычке у Шиманова.
  - 25—27 августа 1831 — Батальон в составе 1067 чел. участвовал в штурме и взятии Варшавы (потери 360 человек, командир полка полковник Хржановский ранен пулей в голову).
- 10 мая 1831 — сформирован 3-й резервный батальон.
- 1831 — Присоединен 3-й батальон упраздненного Несвижского карабинерного полка (сформирован как карабинерный полк Отдельного Литовского корпуса).
- 28 января 1833 — присоединены 2-й (составил 3-й батальон) и половина 3-го батальонов (составил часть 4-го батальона) упраздненного Карабинерного генерал-фельдмаршала князя Барклая-де-Толли полка, передано старшинство этого полка.
- 14 февраля 1833 — Вошел в состав 1-й гренадерской дивизии.
- 15 июля 1838 — гренадерский Эрцгерцога Франца-Карла полк.
- 20 января 1842 — 4-й батальон упразднен.
- 27 октября 1856 — Переформирован в 3 батальона с тремя стрелковыми ротами.
- 19.03.1857 г. — Самогитский гренадерский Эрцгерцога Франца-Карла полк.
- 1 июля 1861 — Переведен во 2-ю гренадерскую дивизию.
- 25 марта 1864 — 7-й гренадерский Самогитский Эрцгерцога Франца-Карла полк.
- 1877—78 — Участвовал в русско-турецкой войне.
  - 28 ноября 1877 — Участвовал в сражении при Плевне.
- 28 ноября 1878 — 7-й гренадерский Самогитский генерал-адъютанта Тотлебена полк.
- 5 октября 1879 — 7-й гренадерский Самогитский генерал-адъютанта графа Тотлебена полк.
- 27 июня 1884 — Высочайше повелено в память военных заслуг графа Тотлебена сохранить полку настоящее наименование.
- Полк – участник Таневского сражения 18 – 25 июня 1915 г.[2][3][4][5][6][7]
- 12 января 1918 — Приказом по Гренадерскому корпусу № 9 все гренадерские полки из-за малочисленности были приведены в однобатальонный состав.
- 27 января 1918 — Присоединен к Военно-Революционному полку Московских гренадер (бывш. Московский 8-й гренадерский полк).
- 12 марта 1918 — Приказом № 41 по Гренадерскому корпусу все части корпуса расформированы.

## Командиры полка
- 06.07.1818 — 17.06.1826 — полковник (с 21.05.1826 генерал-майор) Буйвид, Николай Францевич
- 17.06.1826 — 19.04.1831 — полковник (с 06.12.1830 генерал-майор) Каменев-Любавский, Иван Алексеевич
- 19.04.1831 — 21.04.1836 — полковник Хржановский, Михаил Илларионович
- 21.04.1836 — 22.11.1838 — флигель-адъютант полковник фон Эссен, Александр Карлович
- 22.11.1838 — 21.03.1841 — подполковник (с 17.08.1840 полковник) Щеховский, Григорий Дмитриевич
- 30.03.1841 — 06.01.1843 — полковник Алехнович, Иван Филиппович
- 06.01.1843 — 06.12.1849 — полковник (с 03.04.1849 генерал-майор) Лилье, Карл Матвеевич
- 06.12.1849 — 11.11.1855 — полковник барон Меллер-Закомельский, Николай Иванович
- 11.11.1855 — 23.11.1855 — полковник Дрентельн, Александр Романович
- 23.11.1855 — 09.09.1856 — полковник Перрен, Константин Петрович
- 17.09.1856 — 24.04.1859 — полковник Дрентельн, Александр Романович
- 24.04.1859 — 12.11.1860 — полковник Ралль, Василий Фёдорович
- 12.11.1860 — 03.10.1862 — полковник Рейбниц, Константин Карлович
- 03.10.1862 — 17.04.1870 — полковник Соколовский, Франц Касперович
- 17.04.1870 — 16.05.1871 — полковник Григорович, Василий Васильевич
- 16.05.1871 — 27.04.1874 — полковник Самохвалов, Михаил Петрович
- 10.05.1874 — 24.02.1877 — полковник Акимов, Василий Петрович
- 03.03.1877 — 08.07.1879 — полковник Михайлов, Леонид Кондратьевич
- 08.07.1879 — 13.12.1886 — полковник Басов, Павел Николаевич
- 04.01.1887 — 04.02.1888 — полковник Акерман, Евгений Юльевич
- 04.02.1888 — 16.03.1893 — полковник Мациевский, Евгений Осипович
- 31.03.1893 — 28.11.1895 — полковник Огарёв, Александр Николаевич
- 12.12.1895 — 16.05.1896[8] — полковник Литвинов, Николай Алексеевич
- 05.06.1896 — 10.03.1898 — полковник Яковлев, Пётр Петрович
- 11.03.1898 — 29.11.1903 — полковник Вальц, Феликс Карлович
- 01.12.1903 — 20.11.1907 — полковник Голосов, Всеволод Петрович[9]
- 22.11.1907 — 28.12.1908 — полковник Гадзяцкий, Александр Николаевич
- 28.12.1908 — 14.01.1914 — полковник Ремизов, Николай Митрофанович
- 15.01.1914 — 22.01.1915 — полковник фон Зигель, Дмитрий Михайлович
- 13.02.1915 — 09.02.1917 — флигель-адъютант, полковник Цвецинский, Максимилиан Адамович
- 11.02.1917 — хх.хх.хххх — полковник Веригин, Аполлон Иванович

## Шефы полка
- 15.07.1838 — 28.11.1878 — эрцгерцог Австрийский Франц-Карл
- 28.11.1878 — 27.06.1884 — генерал-адъютант граф Тотлебен

Полковой Врач
- 1.12.1888 г. - Хрунов Петр Александрович

## Знаки отличия
1. Полковое знамя Георгиевское с надписями: «За отличие в 1807 году против Французов, за Варшаву 25 и 26 Августа 1831 г. и за Плевну 28 Ноября 1877 г.» и «1797-1897». С Александровской юбилейной лентой. Высочайшая грамота от 13.03.1879 г. Высочайший приказ от 17.05.1897 г. Надписи 1-го и 2-го отличий пожалованы 3-му и 4-му батальонам полка 26.02.1833 г. взамен серебряных труб и знаков отличий на кивера, которые были присвоены карабинерному Барклая де Толли полку.
2. В 3-м батальоне знаки на головные уборы с надписью: «За Плевну 28 Ноября 1877 года». Пожалованы 17.04.1878 г. Высочайшая грамота от 13.03.1879 г.

## Полковое знамя
30 июня 1833 года императором утверждено Георгиевское знамя Самогитского гренадерского полка, 1830 — для третьего действующего и четвертого резервного батальонов. Знамя имело зелёный крест, красно-белые углы с монограммами Николая I, в центре на оранжевом поле в лавровом венке двуглавый орел с венком и перуном в лапах. Надпись по периметру полотнища: «За отличие в 1807 году против французов и за Варшаву 25 и 26 августа 1831 года»

## Нагрудный знак
Утвержден 2 ноября 1909 года.
На золотом венке серебряный чеканенный польский крест Виртути Милитари, верхний конец которого лежит на черной гранате с золотым пламенем. На гранате золотые Императорская корона, вензеля Императоров Павла I и Николая II, юбилейные даты: «1797-1897». Существует другая версия этого знака, в которой граната занимает все внутреннее пространство венка, а уменьшенный польский крест спускается на низ венка.

## Известные люди, служившие в полку
- Аралов, Семён Иванович — советский государственный деятель
- Квицинский, Онуфрий Александрович — генерал, участник Крымской войны
- Комаров, Виссарион Виссарионович — журналист, общественный деятель
- Симанский, Сергей Владимирович — АЛЕКСИЙ I, Патриарх Московский и всея Руси
- Федотов, Александр Александрович — советский военачальник, генерал-майор

## Дислокация полка
- г. Москва, Покровский плац, Покровские казармы.